# Sommarfibbla

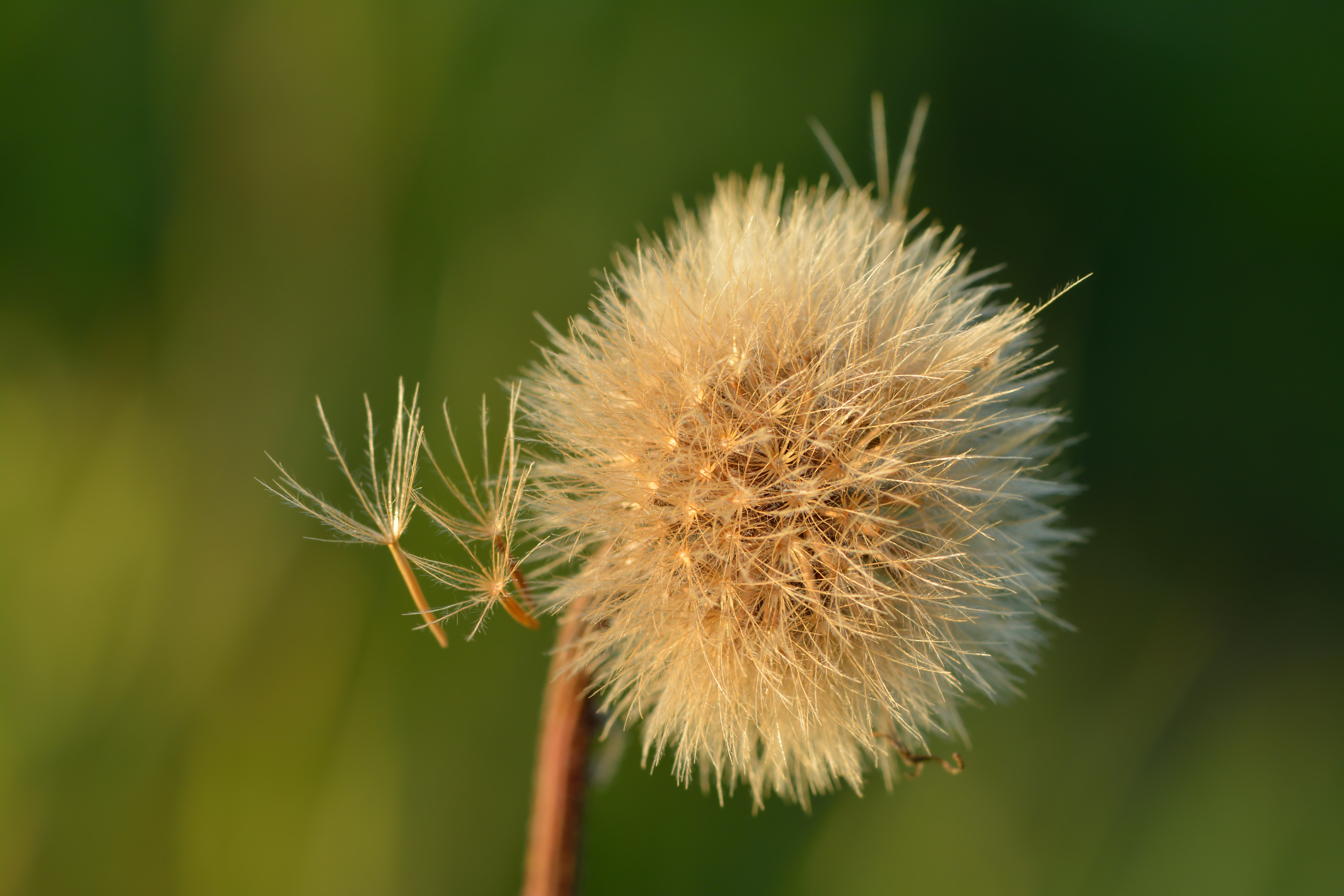

Sommarfibbla (Leontodon hispidus) är en växtart i familjen korgblommiga växter.